# Komenda Rejonu Uzupełnień Pińczów

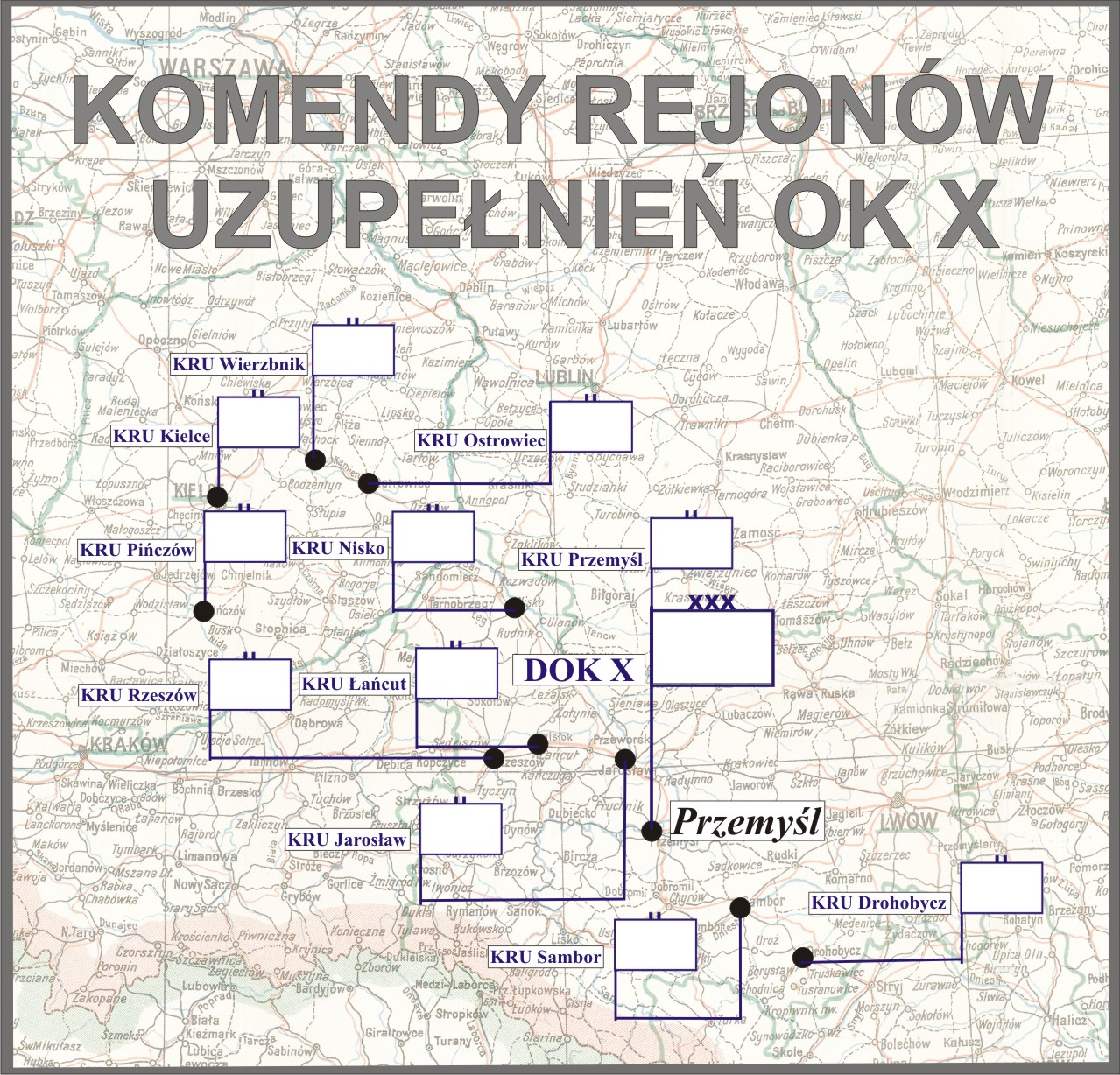
Komendy rejonów uzupełnień OK X

Komenda Rejonu Uzupełnień Pińczów (KRU Pińczów) – organ wojskowy właściwy w sprawach uzupełnień Sił Zbrojnych II Rzeczypospolitej i administracji rezerw w powierzonym mu rejonie.

## Historia komendy
W listopadzie 1921, po wprowadzeniu podziału kraju na dziesięć okręgów korpusów i wprowadzeniu pokojowej organizacji służby poborowej, na terenie Okręgu Korpusu Nr X została utworzona Powiatowa Komenda Uzupełnień Pińczów. Okręg poborowy PKU Pińczów obejmował powiaty: jędrzejowski, pińczowski i stopnicki, które dotychczas leżały w granicach Okręgu Generalnego „Kielce”. Powiaty pińczowski i stopnicki zostały wyłączone z okręgu PKU 4 pp Leg., natomiast powiat jędrzejowski z okręgu PKU 25 pp.
W marcu 1930 PKU Pińczów nadal podlegała Dowództwu Okręgu Korpusu Nr X i administrowała powiatami: jędrzejowskim, pińczowskim i stopnickim. W grudniu tego roku posiadała skład osobowy typ I.
31 lipca 1931 gen. dyw. Kazimierz Fabrycy, w zastępstwie ministra spraw wojskowych, rozkazem B. Og. Org. 4031 Org. wprowadził zmiany w organizacji służby poborowej na stopie pokojowej. Zmiany te polegały między innymi na zamianie stanowisk oficerów administracji w PKU na stanowiska oficerów broni (piechoty) oraz zmniejszeniu składu osobowego PKU typ I–IV o jednego oficera i zwiększeniu o jednego urzędnika II kategorii. Liczba szeregowych zawodowych i niezawodowych oraz urzędników III kategorii i niższych funkcjonariuszy pozostała bez zmian.
11 listopada 1931 ogłoszono nadanie Krzyża Niepodległości sierż. Piotrowi Doryńskiemu z PKU Pińczów.
1 lipca 1938 weszła w życie nowa organizacja służby uzupełnień, zgodnie z którą dotychczasowa PKU Pińczów została przemianowana na Komendę Rejonu Uzupełnień Pińczów przy czym nazwa ta zaczęła obowiązywać 1 września 1938, z chwilą wejścia w życie ustawy z dnia 9 kwietnia 1938 o powszechnym obowiązku wojskowym. Obok wspomnianej ustawy i rozporządzeń wykonawczych do niej, działalność KRU Pińczów normowały przepisy służbowe MSWojsk. D.D.O. L. 500/Org. Tjn. Organizacja służby uzupełnień na stopie pokojowej z 13 czerwca 1938. Zgodnie z tymi przepisami komenda rejonu uzupełnień była organem wykonawczym służby uzupełnień.
Komendant rejonu uzupełnień w sprawach dotyczących uzupełnień Sił Zbrojnych i administracji rezerw podlegał bezpośrednio dowódcy Okręgu Korpusu Nr X, który był okręgowym organem kierowniczym służby uzupełnień. Rejon uzupełnień nie uległ zmianie i nadal obejmował powiaty: jędrzejowski, pińczowski i stopnicki.
10 września 1939 wszyscy oficerowie KRU Pińczów znaleźli się w Grupie „Stalowa Wola”: major Koellner jako dowódca batalionu wartowniczego rozlokowanego pod Rozwadowem, kapitan Grocholak jako dowódca batalionu zbiorczego (stojacego na południe od baonu mjr. Koellnera) i kapitan Wnętrzak jako dowódca kompanii plot. karabinów maszynowych typ B nr 107 w Zarzeczu.

## Obsada personalna
Poniżej przedstawiono wykaz oficerów zajmujących stanowisko komendanta Powiatowej Komendy Uzupełnień i komendanta rejonu uzupełnień oraz wykaz osób funkcyjnych (oficerów i urzędników wojskowych) pełniących służbę w PKU i KRU Pińczów, z uwzględnieniem najważniejszych zmian organizacyjnych przeprowadzonych w 1926 i 1938.
Komendanci
- ppłk piech. Stanisław Palle (do 10 IX 1922 → Rezerwa Oficerów Sztabowych DOK X[18])
- ppłk piech. Włodzimierz Nyczaj (1 IX[18] – 1 XI 1922 → Rezerwa Oficerów Sztabowych DOK I[19])
- tyt. ppłk piech. Ludwik Szulc (1 XI 1922[19][20] – I 1925 → komendant PKU Święciany[21])
- ppłk piech. Antoni Budzikiewicz (IV 1925[22] – IV 1928 → dyspozycja dowódcy OK X[23])
- kpt. kanc. Adolf I Thiel (p.o. 23 IX 1930 – 23 II 1932)[24]
- ppłk dypl. piech. Otton Matuszek (III[25] – XII 1931 → dyspozycja dowódcy OK X[26])
- mjr piech. Władysław Połeć[b] (III 1932[34] – III 1934 → dyspozycja dowódcy OK X[35])
- mjr piech. Zbigniew Henryk Koellner (VI 1934[36] – 1939[37], †1943 KL Auschwitz)

Obsada pozostałych stanowisk funkcyjnych PKU w latach 1921–1925
- I referent
  - kpt. piech. Włodzimierz Dzerowicz (do 18 V 1923[40] → III referent Szefostwa Poborowego DOK IX)
  - kpt. kanc. Włodzimierz Jankowski (od 21 VI 1923[41])
  - mjr piech. Marian Kański (od XII 1923[42])
- II referent
  - kpt. piech. Marian Kański (1 VIII[43] – XII 1923 → I referent)
  - kpt. piech. Julian Stelmachów (XII 1923[42] – IV 1924[44] → PKU Stryj)
  - ppor. rez. piech. zatrzym. w sł. czyn. Ludomir Olszamowski (od V 1924[45])
  - kpt. piech. Franciszek I Książek (31 XII 1925[46] – II 1926 → kierownik II referatu)
- oficer instrukcyjny
  - por. piech. Mieczysław Gustaw Bożydar Osuchowski[c] (1923)
  - kpt. piech. Wojciech Zjawin[d] (X 1924[52] – III 1926[53] → 2 pp Leg.)
- oficer ewidencyjny na powiat jędrzejowski
  - ppor. rez. kanc. Henryk Marian Jackowski (IV[54] – 31 X 1923[55] → zwolniony z czynnej służby)
  - por. / kpt. kanc. Andrzej Styka (od XII 1923[56])
  - chor. Franciszek Dąbrowski[e] (od II 1925)
- oficer ewidencyjny na powiat pińczowski – urzędnik wojsk. X rangi / por. kanc. Wacław Stanisław Dukalski (1923 – 1924)

Obsada pozostałych stanowisk funkcyjnych PKU w latach 1926–1938
- kierownik I referatu administracji rezerw i zastępca komendanta
  - rtm. tab. Zygmunt Siewiński (p.o. II 1926 – XI 1927[61] → kierownik II referatu PKU Łańcut)
  - mjr piech. Józef Mück (XI 1927[62] – III 1929[63] → dyspozycja dowódcy OK X)
  - mjr piech. Jan Uldanowicz (III 1929[64] – IX 1930[65] → komendant PKU Lublin Miasto)
  - kpt. kanc. Adolf I Thiel (IX 1930[66][67] – XII 1932 → dyspozycja dowódcy OK X, stan spoczynku z dniem 30 IV 1933[68])
  - kpt. piech. Marcin Czosnyka (p.o. 23 IX 1930 – 23 II 1932)[24]
  - kpt. piech. Tadeusz Wilczewski[f] (od XII 1932[70])
  - kpt. Antoni Toporowski (1 I 1935[71] – ? → kierownik I referatu II KRU Łuniniec

- kierownik II referatu poborowego
  - kpt. piech. Franciszek I Książek (II 1926 – VII 1927[72] → kierownik I referatu PKU Tarnowskie Góry)
  - kpt. piech. Marcin Czosnyka (XI 1927[62] – VII 1934[73] → kierownik I referatu PKU Ostrów Poznański)
  - kpt. Antoni Toporowski (VI[73] – XII 1934 → kierownik I referatu)
- referent
  - por. kanc. Janusz Korsak (II 1926 – 1 IX 1927[74] → kierownik kancelarii szefa SG)
  - kpt. kanc. Adolf I Thiel (XI 1928[75] – IX 1930 → kierownik I referatu)

Obsada pozostałych stanowisk funkcyjnych PKU w latach 1938–1939
- kierownik I referatu ewidencji – kpt. adm. (piech.) Benedykt Józef Grocholak (Grochalak[77][h])
- kierownik II referatu uzupełnień – kpt. adm. (piech.) Alfons Wnętrzak †1940 Charków[82]